# شويبودينورن
شويبودينورن (بالإنجليزية: Chüebodenhorn)‏ هو أحد جبال سلسلة جبال الألب ليبونتيني ويقع في كانتون تيسينو/كانتون فاليز في سويسرا. يحتل المرتبة رقم 186 في قائمة جبال سويسرا من حيث الارتفاع، إذ يبلغ ارتفاعه حوالي 3070 متر، بينما يبلغ ارتفاع نتوء الجبل 316 متر.